# Diplotaxodon apogon
Diplotaxodon apogon és una espècie de peix de la família dels cíclids i de l'ordre dels perciformes.

## Morfologia
- Els mascles poden assolir 11,7 cm de longitud total.[3][4]

## Alimentació
Menja zooplàncton.

## Hàbitat
Viu en zones de clima tropical entre 50-200 m de fondària.

## Distribució geogràfica
Es troba a Àfrica: llac Malawi.